# Bigami

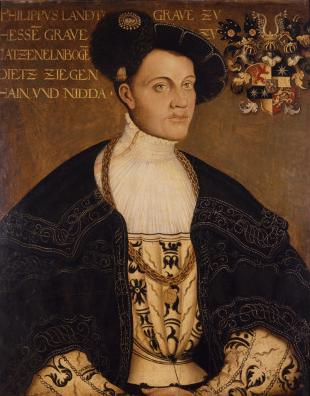
Filip den ädelmodige, anklagades 1540 för bigami av sin syster.

Bigami (tvegifte) innebär att någon är gift med två andra personer och är ett specialfall av polygami. Beroende på jurisdiktion kan det vara antingen lagligt eller olagligt. 
Den svenska termen tvegifte används i första hand om förfarandet då en gift person olagligen ingår ett nytt äktenskap, medan det äldre äktenskapet ännu består. Även ett sådant ingånget äktenskap är i princip giltigt och kan endast upplösas genom skilsmässa, eftersom det i svensk rätt endast är möjligt att upplösa ett äktenskap genom äktenskapsskillnad. Är båda parterna gifta, föreligger så kallat dubbelt tvegifte. 
I äldre tid var det vanligt att kungligheter tilläts så kallat "vänsterhandsgifte", en form av bigami. Egentligen var det mest en form av officiellt godkänt mätressförhållande, barnen hade ingen arvsrätt till kungatronen. Seden har främst varit vanlig i de nordiska kungahusen, främst i Danmark. Även i övriga kungahus har vissa mätressförhållanden varit officiella, men inte haft status av vänsterhandsgiftermål.

## Lagstiftning i västvärlden
De flesta länder i västvärlden tillåter inte flergifte, och anser att bigami är ett brott. Åtskilliga länder förbjuder också människor att ha ett polygamt levnadssätt. Så är fallet i en del av  USA:s stater, där polygam livsstil kriminaliserades. Dessa lagar var riktade mot mormonerna, men de tillämpades sällan.

## Sverige
Tvegifte är av hävd förbjudet i svensk lag och är ett i 7 kap 1 § Brottsbalken angivet brott rubricerat tvegifte.
Påföljden är böter eller fängelse i högst två år. Om den som är partner i ett registrerat partnerskap ingår äktenskap, döms enligt samma lagrum för olovligt ingående av äktenskap till böter eller fängelse i högst två år.
Hovrätten för västra Sverige har i dom ogillat åtal för tvegifte eftersom brotten var preskriberade.